# Pouzolzia tuberosa
Pouzolzia tuberosa är en nässelväxtart som först beskrevs av William Roxburgh, och fick sitt nu gällande namn av Robert Wight. Pouzolzia tuberosa ingår i släktet Pouzolzia och familjen nässelväxter. Inga underarter finns listade i Catalogue of Life.